# Levensteiniella kincaidi
Levensteiniella kincaidi is een borstelworm uit de familie Polynoidae. Het lichaam van de worm bestaat uit een kop, een cilindrisch, gesegmenteerd lichaam en een staartstukje. De kop bestaat uit een prostomium (gedeelte voor de mondopening) en een peristomium (gedeelte rond de mond) en draagt gepaarde aanhangsels (palpen, antennen en cirri).
Levensteiniella kincaidi werd in 1985 voor het eerst wetenschappelijk beschreven door Marion H. Pettibone, als eerste soort in het nieuwe geslacht Levensteiniella. Deze borstelworm komt voor bij black smokers, hydrothermale bronnen in de oostelijke Stille Oceaan, in de Galapagos rift en de Oost-Pacifische Rug op een diepte van ongeveer 2500 meter of meer. De specimens van de soort waren in 1979 en 1982 verzameld met de onderzeeboot Alvin van het Amerikaanse Woods Hole Oceanographic Institute (met Robert Ballard). De soort is genoemd naar Trevor Kincaid (1872-1970), die biologieprofessor was aan de Universiteit van Washington.